# Stomil Olsztyn
El Stomil Olsztyn es un club de fútbol polaco de la ciudad de Olsztyn, en el voivodato de Varmia y Masuria. Actualmente juega en la IV Liga, quinta categoría del país.

## Historia
El OKS Stomil Olsztyn se fundó el 15 de julio de 1945 en la ciudad de Olsztyn, por iniciativa de unos trabajadores ferroviarios. El primer partido del equipo (bautizado como Olsztyńskiemu Sports Club) fue contra el Gwardia Olsztyn, un equipo que más tarde desaparecería.
Finalmente, se crearon dos equipos en la ciudad: el Kolejowemu Klubowi Sportowemu (hoy en día el Warmia Olsztyn) y el Olsztyńskiemu Sports Club (el OKS Stomil Olsztyn). Aun así, ambos equipos no consiguieron ascender a las ligas superiores, quedándose estancados en la liga regional. El Stomil fue el que tomó la delantera al Warmia ascendiendo a la III Liga en 1970, después de estar más de veinticinco años luchando por el ascenso.
La edad dorada del Stomil llegó durante la década de los 90, cuando quedó campeón de la segunda división en la temporada 1993-94 y alcanzó la Ekstraklasa, máxima categoría del fútbol polaco, por primera vez en su historia. Se mantuvo en la élite durante ocho años, obteniendo en la campaña 1995-96 su mejor posición hasta la fecha, un sexto puesto. En 2002 acaba su aventura en la primera división y es descendido administrativamente a los niveles más bajos del sistema de ligas polaco. Su retorno a la I Liga se produjo en 2012, permaneciendo en la categoría de plata durante una década, hasta su descenso en la temporada 2021-22. Desde entonces ha regresado al fútbol semiprofesional.